# Nanomitrium subaequinoctale
Nanomitrium subaequinoctale là một loài rêu trong họ Ephemeraceae. Loài này được Broth. G. Roth mô tả khoa học đầu tiên năm 1911.